# Tunnel de base de la variante di Valico
Le tunnel de base de la Variante di Valico (italien : Galleria di Base) est un tunnel de base autoroutier bitube emprunté par l'autoroute A1, reliant Florence à Bologne, et traversant la chaîne montagneuse Apennin tosco-émilien.
Long de 8 703 mètres, il est l'un des tunnels les plus longs d'Italie et le second plus long tunnel routier fait entièrement sur le territoire italien derrière le tunnel du Gran Sasso ; il est également l'un des plus longs tunnels routiers bitubes d'Europe et du monde.

## Histoire
Le « tunnel de base de la Variante di Valico », inauguré le 23 décembre 2015, tunnel bitube de 8,7 km de longueur, est un ouvrage symbolique de l'ensemble de l'autoroute A1. Avec 10,2 millions de mètres cubes de matériaux d'excavations et une section d'excavation de 180 mètres carrés, ce tunnel est le plus important de la Variante di Valico et l'un des plus importants en Europe. La Variante di Valico concerne au total 59 km du tronçon des Apennins de l'A1 (dont 32 km construits en variante de l'ancienne autoroute), dans le segment compris entre Sasso Marconi (Bologne) et Barberino di Mugello (Florence), le projet le plus important d’amélioration sur le réseau routier de Autostrade per l'Italia. 
Tout en étant l'une des infrastructures les plus importantes d'Europe, la variante di Valico marque également la disparition d'un des vieux nœuds du réseau autoroutier italien en ce qu'elle permettra de fluidifier le trafic entre le nord et le sud du pays. Ces travaux de modernisation du réseau sont nécessaires pour contribuer à réduire la pollution, la durée des trajets et la consommation de carburant, tout en assurant au mieux la sécurité de ceux qui voyagent en Italie.

## Construction
Les lots 9-10-11, comprennent la construction de deux nouveaux tunnels autoroutiers appelés tunnel de base : l'un d'une longueur de 8 685 mètres (dont 180 mètres artificiel) et le second de 8 697 mètres (dont 166 mètres artificiel) ; et le tunnel Poggio Civitella d'une longueur de 266 et 328 mètres, dont les travaux de génie civil sont réalisés par la société Todini, et l'usine de ventilation du tunnel de base.
Les premiers travaux débutent en avril 2006 pour le côté nord vers Bologne. Au 31 décembre 2007, l'avancement des travaux (tubes nord et sud) était d'environ 3 259 mètres sur un total de 17 047 mètres, soit 19 % de l'avancement total. Le percement du tube nord s'achève en mai 2010, suivi par le tube sud en août 2010. L'excavation a été effectuée à l'aide d'explosifs à section complète espacés de 4 à 5 mètres (dans le cas de roches de résistance moyenne à élevée) ou par des excavatrices avec marteau-piqueur (dans le cas de roches de résistance moyenne à faible). Le coup des travaux a été estimé à 580 millions d'euros.
Les principaux systèmes technologiques qui équipe le tunnel sont essentiellement : alimentation électrique, éclairage, ventilation, détection incendie, vidéo surveillance, transmission radio, armoires SOS, communication téléphonique, diffusion audio, contrôle du trafic, signaux lumineux, télécommande-automatisation, supervision locale, réseaux transmission de données et réseau incendie. L'intérieur du tunnel est équipé de sortie de secours tous les 800 mètres en moyenne, en correspondance avec les postes de secours, ajouté à des espaces d'arrêts d’urgence entrecoupées dans l'ouvrage tous les 300 mètres environ.
Au total, la variante di Valico comporte 41 tunnels pour une longueur de 57,3 km et 41 ponts et viaducs pour une longueur de 16,4 km de chaussées. L'objectif a été de réduire le temps de parcours de 30 % en faisant économiser 100 millions de litres de carburant aux 100 000 véhicules qui l'empruntent quotidiennement dont 25 000 poids lourds.